# Avi (voornaam)
Avi is een voornaam voor een jongen. De naam is meestal een koosnaam voor Avraham. De naam wordt sinds de jaren 80 van de twintigste eeuw in beperkte mate gegeven aan in Nederland geboren jongens.
Mensen met de voornaam Avi zijn onder andere:
- Avi Cohen (1956-2010), Israëlisch voetballer
- Avi Gabbay (geboren 1967), Israëlisch politicus
- Avi Lev (geboren 1955),  Nederlands - Israëlisch beeldend kunstenaar.
- Avi Strul (geboren 1980), Israëlisch voetballer
- Avi Toledano (geboren 1948), Israëlisch zanger
- Avi Wortzman (geboren 1970), Israëlisch politicus